# یوروپین کوستال ایرلاینز
یوروپین کوستال ایرلاینز (به انگلیسی: European Coastal Airlines) یک شرکت هواپیمایی با کد یاتا CC است که در تاریخ ۲۰۰۰ میلادی تأسیس شده است. دفتر مرکزی یوروپین کوستال ایرلاینز در زاگرب، کرواسی واقع شده‌است و قطب این شرکت هواپیمایی در فرودگاه اسپلیت قرار دارد و به ۴ مقصد، پرواز مستقیم انجام می‌دهد.